# Lindenbergia awashensis
Lindenbergia awashensis är en snyltrotsväxtart som beskrevs av M.L. Hjertson. Lindenbergia awashensis ingår i släktet Lindenbergia och familjen snyltrotsväxter. Inga underarter finns listade i Catalogue of Life.